# Litoranea Balbo
Pour les articles homonymes, voir Balbo.

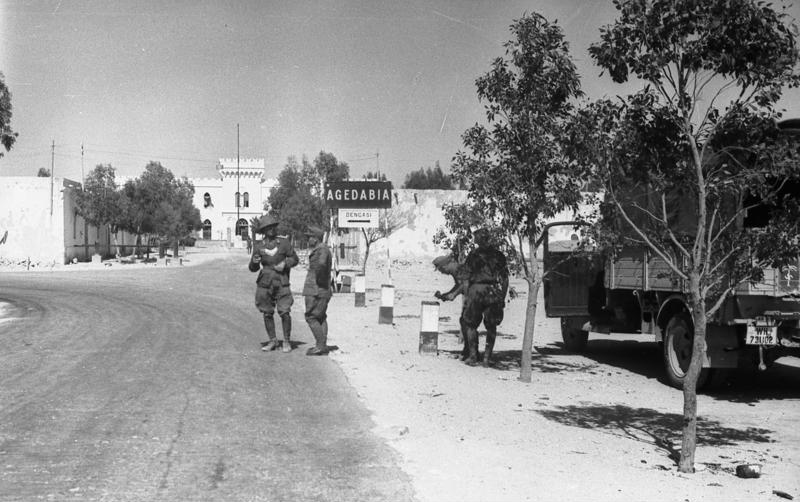
La Litoranea Balbo à Ajdabiya,

La litoranea Balbo, ou via Balbia, après 1940, est une route qui parcourait sur toute sa longueur la côte de la colonie de la Libye italienne. Après les années 1960, elle est devenue l'autoroute côtière libyenne (en arabe الطريق الساحلي الليبي).

## Histoire

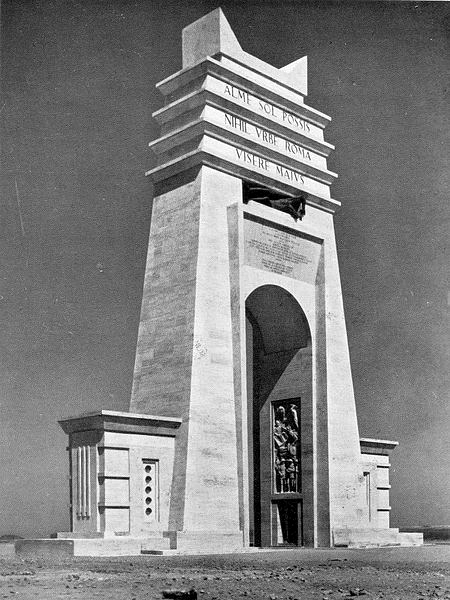
L'arc des Philènes en mars 1937

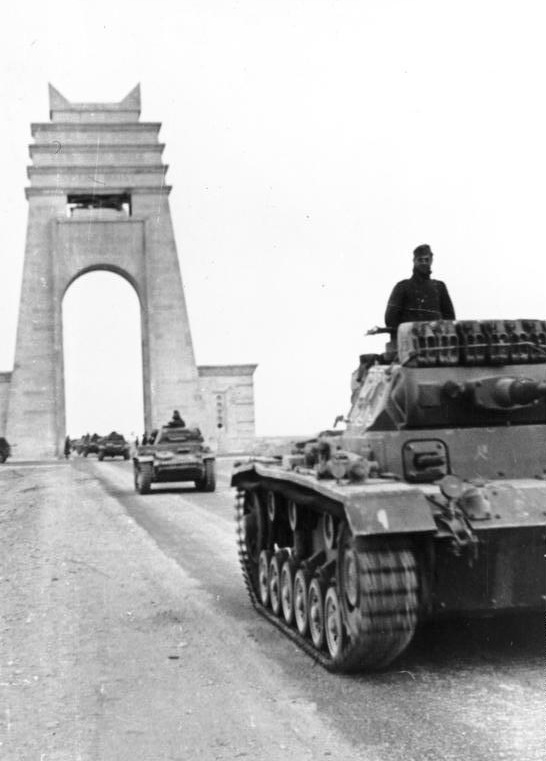
Les chars allemands de lAfrika Korps traversent l'arc en mars 1941 afin d'entamer la contre-offensive de l'Axe en Cyrénaïque.

La litoranea a été construite entre 1935 et 1937. Elle a été nommée via litoranea libica mais, après la mort, en 1940, d'Italo Balbo, gouverneur italien de la Libye qui en avait favorisé la création, elle a été rebaptisée via Balbia. La route était utile afin d'améliorer la viabilité et l'économie de la colonie italienne de Libye.
En 1940, elle a été utilisée par les forces italo-allemandes de l'Axe pour attaquer l'Égypte.
Un chemin de fer était prévu pour la section centrale de la Litoranea, pour connecter Tripoli et Benghazi, mais peu de choses ont été construites avant le déclenchement de la Seconde Guerre mondiale qui a mis un arrêt à la construction.
Après la Seconde Guerre mondiale, la Litoranea Balbo a été partiellement détruite, mais dans les années 1960, elle a été élargie à quatre voies dans de nombreuses sections avec un nouveau nom, autoroute côtière libyenne.

## Description
La route a été construite à partir de la frontière Tunisienne jusqu'à la frontière Égyptienne, et prolongée en 1940 par la Via della Vittoria à l'intérieur de l'Égypte de l'ouest. Selon l'historien Baldinetti la construction a donné du travail à plus de 10 000 Libyens.
La litoranea, qui avait une longueur de 1 800 km et une largeur de 7 mètres, était goudronnée. Sur tout le trajet, les stations-service avec des maisons coloniales étaient espacées de 40 km. Près des villes, la voie était plus large pour faciliter les arrêts d'urgence.
À mi-chemin de la litoranea, à la frontière entre Cyrénaïque italienne et Tripolitaine italienne, se trouve l'Arco dei Fileni, construit par ordre de Mussolini comme symbole de ses ambitions coloniales, conçu par l'architecte italien Florestano Di Fausto. Celui-ci a été démoli en 1973 par Mouammar Kadhafi.